# Ptiloprora plumbea
Ptiloprora plumbea là một loài chim trong họ Meliphagidae.